# Jakub Krzewina
Jakub Krzewina (Inowrocław, 10 de octubre de 1989) es un deportista polaco que compite en atletismo, especialista en las carreras de relevos.
Ganó una medalla de oro en el Campeonato Mundial de Atletismo en Pista Cubierta de 2018, dos medallas en el Campeonato Europeo de Atletismo, plata en 2016 y bronce en 2014, y una medalla de plata en el Campeonato Europeo de Atletismo en Pista Cubierta de 2015.
Participó en dos Juegos Olímpicos de Verano, ocupando el séptimo lugar en Río de Janeiro 2016 y el quinto en Tokio 2020, en la prueba de 4 × 400 m.

## Palmarés internacional
| Campeonato Mundial en Pista Cubierta | Campeonato Mundial en Pista Cubierta | Campeonato Mundial en Pista Cubierta | Campeonato Mundial en Pista Cubierta |
| Año                                  | Lugar                                | Medalla                              | Prueba                               |
| ------------------------------------ | ------------------------------------ | ------------------------------------ | ------------------------------------ |
| 2018                                 | Birmingham (Reino Unido)             | Medalla de oro                       | 4 × 400 m                            |
| Campeonato Europeo                   |                                      |                                      |                                      |
| Año                                  | Lugar                                | Medalla                              | Prueba                               |
| 2014                                 | Zúrich (Suiza)                       | Medalla de bronce                    | 4 × 400 m                            |
| 2016                                 | Ámsterdam (Países Bajos)             | Medalla de plata                     | 4 × 400 m                            |
| Campeonato Europeo en Pista Cubierta |                                      |                                      |                                      |
| Año                                  | Lugar                                | Medalla                              | Prueba                               |
| 2015                                 | Praga (República Checa)              | Medalla de plata                     | 4 × 400 m                            |